# Sân bay quốc tế Keflavík
Sân bay quốc tế Keflavík (tiếng Iceland: Keflavíkurflugvöllur) (mã IATA = KEF, mã ICAO = BIKF) là sân bay quốc tế duy nhất và lớn nhất ở Iceland. Sân bay này rộng khoảng 25 km², nằm ở gần thành phố Keflavík, cách thủ đô Reykjavík chừng gần 50 km.
Sân bay này có 2 phi đạo: một dài 3.065 m và một dài 3.054 m, đủ khả năng cho phi thuyền con thoi của NASA hoặc máy bay Antonov An-225 của Nga sử dụng. Gần đây, có người gợi ý
in the Spectator magazine Lưu trữ ngày 10 tháng 10 năm 2008 tại Wayback Machine rằng - để đổi lại việc Nga cho Iceland vay 4 tỷ euro - Nga có thể sử dụng Căn cứ quân sự cũ ở (sân bay) Keflavík.
Sân bay quốc tế Keflavík là căn cứ của các hãng hàng không Icelandair và Iceland Express. Hiện nay, sân bay này do "Leifur Eiriksson Air Terminal Ltd.", 1 công ty của nhà nước Iceland quản lý.

## Lịch sử

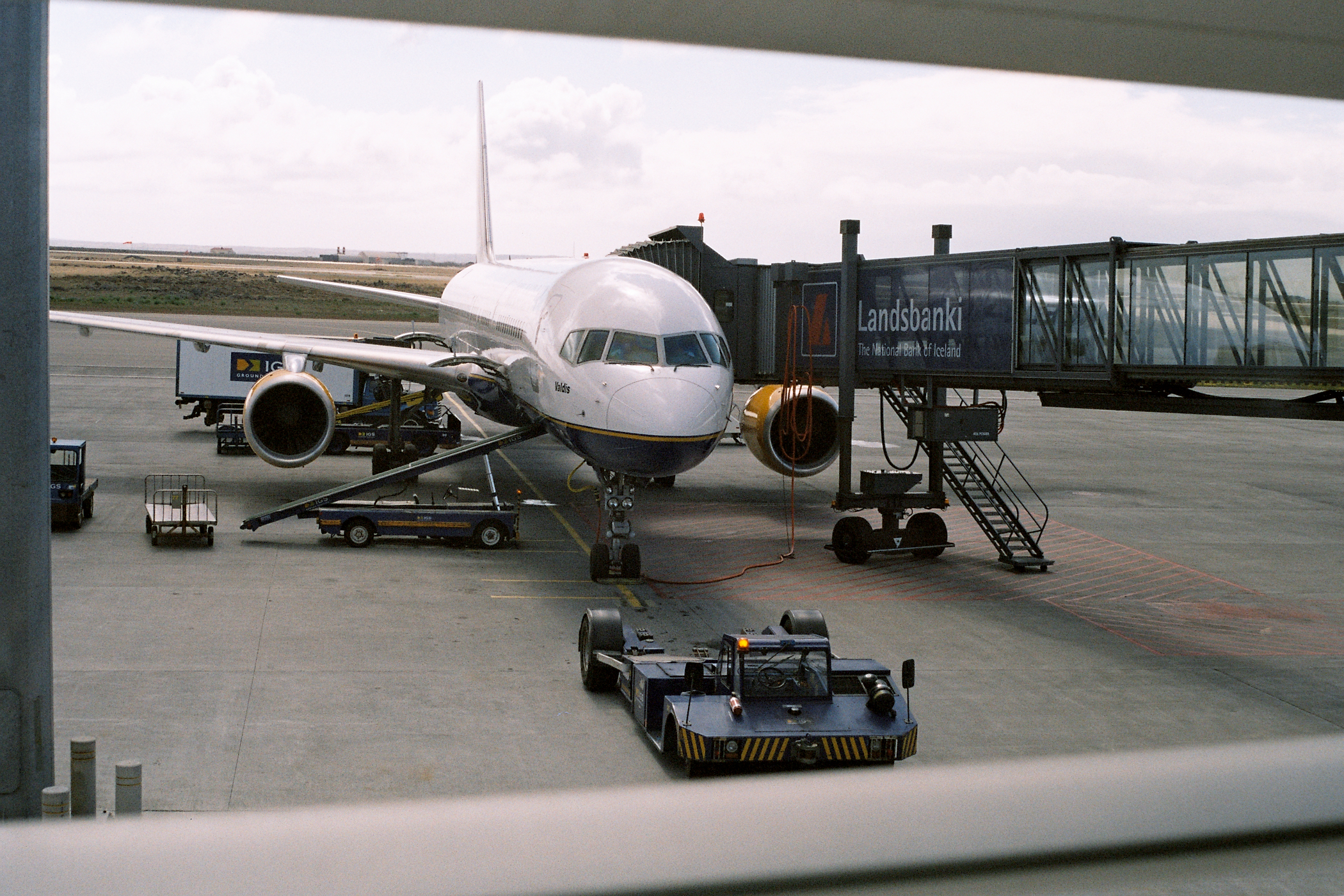
Máy bay Boeing 757-200 của hãng Icelandair ở Sân bay quốc tế Keflavík

Sân bay quốc tế Keflavík do quân đội Hoa Kỳ xây cất trong thời kỳ Thế chiến thứ hai, do nhu cầu cần một sân bay lớn để các máy bay ném bom hạng nặng có thể sử dụng. Việc xây dựng khởi sự từ tháng 5/1942 và hoàn tất ngày 23.3.1943.
Trong thời kỳ chiến tranh, sân bay này chỉ được dùng cho mục tiêu quân sự. Sau chiến tranh, sân bay cũng được dùng cho các máy bay dân sự, và là trạm trung chuyển quan trọng để lấy thêm nhiên liệu cho các máy bay khi bay xuyên Đại Tây Dương.
Năm 1947, quân đội Hoa Kỳ rút về, nhưng tới năm 1951 họ đã trở lại Keflavík, tiếp tục sử dụng sân bay cho mục tiêu chiến thuật, tới ngày 30.9.2006 mới trao lại cho chính phủ Iceland.
Với việc tái kiến thiết Căn cứ quân sự ở Keflavík trong thập niên 1950, nhà ga hành khách kết thúc ở giữa Căn cứ quân sự. Các hành khách quốc tế phải đi qua trạm kiểm soát quân sự (Hoa Kỳ) nên họ có cảm tưởng là quân đội Hoa Kỳ kiểm soát việc ra, vào Iceland. Việc đó tiếp diễn cho tới năm 1987, khi xây xong nhà ga hành khách dân sự.

## Nhà ga hành khách Leifur Eiríksson
Sân bay quốc tế Keflavík có nhà ga hành khách Leifur Eiríksson Air Terminal (Flugstöð Leifs Eiríkssonar or Leifsstöð tiếng Iceland), gọi theo tên Leif Ericson (người Bắc Âu đầu tiên tới Bắc Mỹ). Nhà ga này được khai trương năm 1987, do đó tách phần giao thông dân sự khỏi khu vực quân sự. Sau đó, năm 2001, nhà ga này được nới rộng thêm 1 tòa nhà ở phía nam để đáp ứng các đòi hỏi (việc đi lại tự do theo) Hiệp ước Schengen. Tòa nhà phía bắc cũng được mở rộng thêm trong năm 2007.
Nhà ga hành khách của Sân bay này là một trong số rất ít nhà ga trên thế giới có các tiệm bán hàng miễn thuế (duty-free) ở cả hai khu dành cho hành khách đi và (khu) đến.
Mặc dù dân số Iceland chỉ có trên 300.000 người, sân bay này vẫn có các tuyến bay thường xuyên giữa Keflavík và 4 thành phố New York, Boston, Orlando, Minneapolis của Hoa Kỳ, cùng Toronto, Halifax của Canada và 20 thành phố khác ở châu Âu.

## Các hãng hàng không & Các nơi đến

### Hành khách
| Hãng hàng không                    | Các điểm đến |
| ---------------------------------- | --- |
| Aer Lingus                         | Theo mùa charter: Dublin |
| airBaltic                          | Theo mùa: Riga (bắt đầu từ ngày 28/5/2016) |
| Air Greenland                      | Theo mùa: Nuuk |
| Air Iceland                        | Theo mùa: Kangerlussuaq (bắt đầu từ ngày 3/6/2016), Narsarsuaq (bắt đầu từ ngày ngày 14 tháng 6 năm 2016) |
| Austrian Airlines                  | Theo mùa: Vienna |
| British Airways                    | London–Heathrow |
| Czech Airlines                     | Theo mùa: Prague (bắt đầu từ ngày 16/6/2016) |
| Delta Air Lines                    | Theo mùa: Minneapolis/St. Paul (bắt đầu từ ngày 26/5/2016), New York–JFK |
| Edelweiss Air                      | Theo mùa: Zürich |
| easyJet                            | Belfast–International, Bristol, Edinburgh, London–Gatwick, London–Luton, Manchester Theo mùa: London–Stansted |
| easyJet Switzerland                | Theo mùa: Basel/Mulhouse, Geneva |
| Germania                           | Theo mùa: Bremen (bắt đầu từ ngày ngày 12 tháng 6 năm 2016), Friedrichshafen (bắt đầu từ ngày 19/6/2016) |
| Germanwings                        | Theo mùa: Berlin–Tegel, Cologne/Bonn, Düsseldorf, Hamburg, Stuttgart |
| Iberia Express                     | Theo mùa: Madrid (bắt đầu từ ngày ngày 19 tháng 6 năm 2016) |
| Icelandair                         | Amsterdam, Bergen, Birmingham, Brussels, Boston, Chicago–O'Hare, Copenhagen, Denver, Edmonton, Frankfurt, Glasgow–International, Helsinki, London–Gatwick, London–Heathrow, Manchester, Minneapolis/St. Paul (resumes ngày 27 tháng 4 năm 2016), Munich, New York–JFK, Newark, Orlando, Oslo–Gardermoen, Paris–Charles de Gaulle, Paris–Orly (bắt đầu lại từ 28/3/2016), Seattle/Tacoma, Stockholm–Arlanda, Toronto–Pearson, Washington–Dulles Theo mùa: Anchorage, Barcelona, Billund, Geneva, Gothenburg, Halifax, Hamburg, Madrid, Milan–Malpensa, Montréal–Trudeau (bắt đầu từ ngày 19/5/2016), Portland (OR), Stavanger, Trondheim, Vancouver, Zürich Thuê chuyến theo mùa: Dublin                                  |
| Icelandair operated by Air Iceland | Aberdeen Theo mùa: Akureyri |
| Lufthansa                          | Theo mùa: Frankfurt, Munich |
| Norwegian Air Shuttle              | Oslo–Gardermoen Theo mùa: Bergen |
| Scandinavian Airlines              | Copenhagen (bắt đầu từ ngày ngày 27 tháng 3 năm 2016), Oslo–Gardermoen |
| Thomson Airways                    | Theo mùa: London Gatwick Theo mùa: Manchester |
| Transavia France                   | Theo mùa: Paris–Orly |
| Vueling                            | Theo mùa: Barcelona, Rome–Fiumicino |
| Wizz Air                           | Budapest (bắt đầu từ ngày 30/3/2016), Gdańsk, Vilnius (bắt đầu từ ngày 31 tháng 10, 2016) Theo mùa: Warsaw–Chopin |
| WOW air                            | Alicante, Amsterdam, Baltimore, Berlin–Schönefeld, Bristol (bắt đầu từ ngày 13/5/2016), Boston, Copenhagen, Dublin, Düsseldorf, Frankfurt (bắt đầu từ ngày ngày 14 tháng 6 năm 2016), Gran Canaria, London–Gatwick, Los Angeles (bắt đầu từ ngày ngày 15 tháng 6 năm 2016), Paris–Charles de Gaulle, San Francisco (bắt đầu từ ngày 9/6/2016), Stockholm–Västerås (bắt đầu từ ngày ngày 19 tháng 5 năm 2016) Theo mùa: Barcelona, Edinburgh (bắt đầu từ ngày 13/7/2016), Lyon, Milan–Malpensa, Montréal–Trudeau (bắt đầu từ ngày 4/5/2016), Nice (bắt đầu từ ngày ngày 2 tháng 6 năm 2016), Rome–Fiumicino, Salzburg, Tenerife–South, Toronto–Pearson (bắt đầu từ ngày ngày 11 tháng 5 năm 2016), Vilnius, Warsaw–Chopin |

### Vận tải hàng hóa
| Hãng hàng không                          | Các điểm đến                                                  |
| ---------------------------------------- | ------------------------------------------------------------- |
| Air Atlanta Icelandic                    | Bagram, Frankfurt, Jakarta-Soekarno-Hatta, Kuwait, Luxembourg |
| Atlas Air                                | Astana, Fargo, Shymkent                                       |
| Bluebird Cargo                           | Cologne/Bonn, Dublin, Moncton                                 |
| Icelandair Cargo                         | East Midlands, Liège, Humberside, New York–JFK                |
| TNT Airways                              | Liège, New York–JFK                                           |
| UPS Airlines vận hành bởi Bluebird Cargo | Cologne/Bonn, Edinburgh, Moncton                              |
| Volga-Dnepr Airlines                     | Hartford                                                      |

## Việc gây tranh cãi
Trong các thập niên 1960 và 1970, đã có nhiều cuộc tập họp phản đối sự hiện diện của quân đội Hoa Kỳ ở Iceland. Hàng trăm, đôi khi hàng ngàn người đã đi bộ 50 km từ Reykjavík tới Keflavík và hát "Ísland úr NATO, herinn burt" (Iceland out of NATO, the military away). Một trong các người tham gia nổi tiếng là Vigdís Finnbogadóttir,sau này đã trở thành nữ tổng thống đầu tiên của Iceland.